# Kolebnica
Kolebnica je športni rekvizit v obliki kosa vrvi z ročaji, prek katerega oseba skače.
Kolebnica je lahko iz konoplje ali sintetičnega materiala, ki ohranja lastnosti lahkotnosti in prožnosti. Njena dolžina je sorazmerna z velikostjo gimnastičarke. Ko sredino kolebnice položimo preko stopal, bi morala oba konca doseči pazduhe gimnastičarke. En ali dva vozla na vsakem koncu sta namenjena za držanje kolebnice med izvajanjem vaje. Kolebnica mora biti barvna, bodisi celotna bodisi delno. Lahko je enakomernega premera ali v sredini postopoma debelejši, če je ta zadebelitev iz istega materiala kot kolebnica. Leta 2011 se je FIG odločila za ukinitev uporabe kolebnice pri individualnih nastopih članic.